# Älmhult (commune)

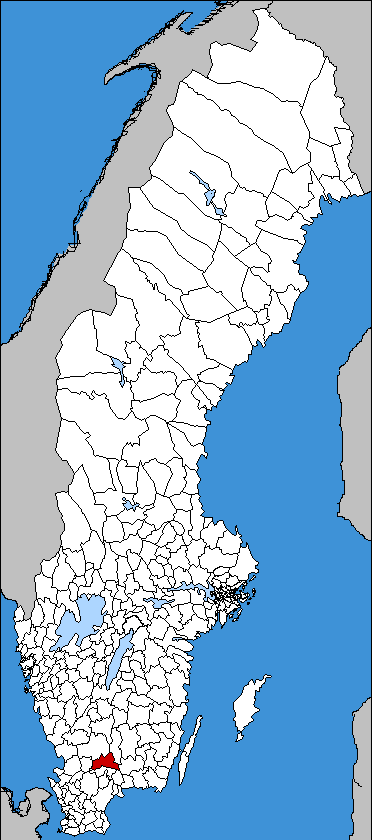
Localisation de la Commune d'Älmhult

La commune d'Älmhult (en suédois Älmhult kommun), qui compte 15 421 habitants, est l'une des huit municipalités du comté de Kronoberg, dans le sud de la Suède. Elle porte le nom de sa ville principale et chef-lieu administratif, Älmhult.
C'est le pays d'enfance du célèbre naturaliste Carl von Linné (1707-1778), qui naquit à Råshult dans la paroisse de Stenbrohult dont son père fut pasteur.
Le blason de la Commune d'Älmhult honore d'ailleurs la mémoire de cette grande figure de l'histoire de la biologie : il représente deux feuilles de tilleul (le nom de Linné fait étymologiquement référence à cet arbre) surmontant un plant fleuri de linnée boréale (Linnaea borealis), la plante que Linné avait choisi comme emblème.
Älmhult est la commune natale du boxeur norvégien Otto von Porat, champion olympique poids lourd à Paris, en 1924.
C'est aussi à Älmhult que le fondateur de la société IKEA, Ingvar Kamprad (né en 1926 et originaire du village d'Agunnaryd dans la commune voisine de Ljungby), ouvrit en 1953 son premier magasin.

## Localités
- Älmhult
- Diö
- Eneryda
- Häradsbäck
- Liatorp